# Сигмунд Зоис
Сигмунд Зоис Фрајер фон Еделштајн, обично се назива Сигмунд Зоис (словен. Žiga Zois, архаично Цојс или Цојз) (23. новембар 1747 - 10. новембар 1819) био је крањски племић, научник који је проучавао природу и покровитељ уметности. Сматра се једном од најутицајнијих личности ере просветитељства у словеначким земљама Хабсбуршке Аустрије.

## Породица
Сигмундов отац Микеланђело Зоис (1694–1777) био је трговац из Ломбардије који се преселио у Љубљану, где је створио велико богатство у послу са гвожђем и рудником гвожђа. Његов други брак био је с крањском (словеначком) племићкињом из породице Капус фон Пихелштајн (Kappus von Pichelstein); добио је племићку титулу 1739. и стекао право на титулу барона 1760. Поседовао је велика имања и у Крањској и на Краској висоравни, а Сигмунд је рођен у Трсту, у једном дворцу свог оца.
Крањска племићка породица Капус фон Пихелштајн са мајчине стране била је успешна породица која је вековима живела у Камни Горици у Горњој Крањској, где је породица била власник ливнице гвожђа и рудника гвожђа још од касног средњег века, можда још од 12. века. Маркус Антонијус Капус фон Пихелштајн (Marcus Antonius) (1657–1717) радио је као језуитски мисионар у Сонори (погранична регија између данашњих Сједињених Држава и Мексика). Одатле је писао писма својим пријатељима у Бечу и рођацима из Крањске. У тим је писмима описао открића истраживачких експедиција у Аризони и Калифорнији и описао је животне услове, климу и друге детаље. Каролус Јосефус (Carolus Josephus) Капус фон Пихелштајн, нећак Марка Антонија, био је члан Академије Оперосорум, која је основана у Љубљани 1693. године по примеру сличних академија у Италији. Владимир Капус фон Пихелштајн (1885–1943), словеначки писац и издавач, такође је из породице Капус.

## Образовање
Након похађања неколико приватних школа, Сигмунд Зоис се преселио у Војводство Модена и Ређо, где је наставио школовање. Уживао је у путовањима и стицању нових познанстава. Међутим, његов начин живота убрзо је прекинуо гихт, болест на коју је био осуђен до краја живота. Након повратка у Љубљану ради помагања у послу, студирао је природне науке код Габријела Грубера (Gabriel Gruber) и Ђузепа Мафеија (Giuseppe Maffei), а наследио је богатство свог оца 1777. године. Препуштајући управљање економским питањима свом рођаку, развио је снажно интересовање за науке и почео да се састаје са Балтазаром Хакетом (Baltazar Hacquet), који је у Љубљани предавао анатомију од 1773. до 1787, и неколицином тадашњих словеначких интелектуалаца.

## Зоисов круг
Почетком 1780-их, његова вила у Љубљани постала је средиште словеначког просветитељства и либералних интелектуалаца. Јуриј Јапељ и Блаж Кумердеј (њих двојица су објавили Библију на словеначком језику), Антон Томаж Линхарт, Валентин Водник (од 1793) и Јернеј Копитар (од 1803) били су најистакнутији чланови оног што је постало познато као "Зоисов круг". Зоис је био њихов заштитник, ментор који им је давао потребну финансијску подршку за њихове културне и научне напоре, постајући тако централна фигура словеначког просветитељства. Био је деист и његови су погледи били рационални и емпиријски. Ипак, жестоко се противио Француској револуцији и подржавао је умерени просветљени конституционализам Леополда II.
У Љубљани је Зоис покренуо и спонзорисао изградњу путева, оснивање ботаничке баште и (немачког) позоришта (чији је главни акционар постао) и проширење библиотеке лицеја. Његова велика посвећеност науци изазвала је занемаривање потреба сељака на његовим имањима, који су подигли устанак 1783. године који је био угушен од стране Зоисових управника. Тек након Француске револуције, наредио је поштовање обавеза према својим поданицима, страхујући за своја имања.
1784. Зоиса је посетио француски геолог и минералог Деодат Гратет де Доломије (Deodat Gretet de Dolomieu). Од 1797. године Сигмунд Зоис је користио инвалидска колица и више није напуштао својu вилу у Љубљани.
Књижевни опус Сигмунда Зоиса, скромног квалитета и малог утицаја, обухвата многе књижевне форме и жанрове, у распону од арија за опере до текстова за народну музику, мада је вероватно сачуван тек мањи део његовог дела. Његов превод песме Леноре (Lenore) Готфрида Аугуста Бургера (Gottfried August Burger) оцењен је као потпуни неуспех, а сам Зоис дошао је до закључка да је словеначки језик "превише обичан и груб" да би омогућио такво књижевно остварење. Оповргнуо га је само неколико деценија касније Франце Прешерен, који је успео да уради сложен и изузетан превод исте песме. Зоис се такође сматра оцем словеначке књижевне критике, а већина његових књижевних критика може се наћи у његовој преписци са Валентином Водником.
Зоис, за кога се сматрало да је најбогатији становник Крањске свог времена, умро је у Љубљани. Његовој сахрани је присуствовао велики број људи; до данас се сматра једном од највећих погребних церемонија икада одржаних у граду, заједно са сахраном Антона Ашкерца 1912. и сахраном Јанеза Евангелиста Крека 1917. године.

## Научни и колекционарски рад
Зоис је био посебно познат као минералог и геолог. 1795. организовао је две експедиције како би се истражило земљиште око планине Триглав. Године 1805. Абрахам Готлоб Вернер (Abraham Gottlob Werner) описао је минерал зоисит и назвао га по Зоису који му је послао узорке из Сауалпа у Корушкој. Његова збирка минерала (око 5.000 комада) чува се у Природњачком музеју Словеније.
Бавио се и ботаником и зоологијом. Његови орнитолошки списи, нарочито Nomenclatura carniolica, садрже прве записе о словеначким именима већине птица које живе у Крањској и били су темељ словеначке орнитолошке номенклатуре. Подржао је рад свог брата, ботаничара Карла Зоиса, који је, између осталог, открио и Campanula zoysii, до тада непознати крањски цвет.
По њему су назване највиша национална научна награда у Словенији, као и државна стипендија за талентоване студенте.